# Coppa Davis
La Coppa Davis (nota fino al 1945 come International Lawn Tennis Challenge) è la massima competizione mondiale a squadre nazionali del tennis maschile, il cui equivalente femminile è la Billie Jean King Cup. Organizzata dalla Federazione Internazionale Tennis, si disputa con cadenza annuale; in passato, dal 2009 al 2015, ha assegnato punti validi per la classifica ATP.
Il torneo è intitolato al tennista statunitense Dwight Filley Davis (1879-1945), che nel 1899 ne progettò la formula iniziale, dandogli avvio l'anno successivo.

## Storia
Il torneo tennistico (Il Torneo di Wimbledon è del 1877 ed  il più antico al mondo) fu ideato da quattro membri della squadra di tennis dell'Università di Harvard, che pensarono di sfidare i britannici in una competizione di tennis. Una volta che l'idea ebbe ricevuto il via libera dalle rispettive associazioni, uno dei quattro giocatori di Harvard, Dwight F. Davis, progettò la formula del torneo e acquistò di tasca sua un  trofeo d'argento. Il primo incontro tra Stati Uniti e Regno Unito si svolse a Brookline (Massachusetts) nel 1900.
La squadra statunitense, della quale Davis faceva parte, sorprese i britannici vincendo i primi tre incontri. L'anno seguente le due nazioni non gareggiarono, e nel 1902 gli USA vinsero nuovamente la sfida. Nel 1905 il torneo si allargò per comprendere Belgio, Austria, Francia e Australasia, una squadra combinata di Australia e Nuova Zelanda, che gareggiarono assieme fino al 1913. Il torneo fu inizialmente conosciuto come International Lawn Tennis Challenge. Venne ribattezzato Coppa Davis dopo la morte di Dwight Davis nel 1945 (Davis divenne un importante politico negli Stati Uniti degli anni '20; fu segretario alla guerra dal 1925 al 1929 e Governatore Generale delle Filippine dal 1929 al 1932).
Dal 1950 al 1967, l'Australia dominò la competizione, trionfando 15 volte.
Dalla nascita del torneo, gli Stati Uniti sono la nazione che ha conseguito più vittorie (32), seguita da Australia/Australasia (28), poi ci sono Regno Unito e Francia (10) e infine la Svezia (7).
Romania, India e Belgio sono nazioni che hanno raggiunto tre volte la finale, ma non hanno mai vinto la manifestazione.
Fino al 1973, le nazioni che hanno alzato più volte al cielo la Coppa Davis sono state USA, Regno Unito, Francia ed Australia/Australasia. Il loro dominio fu spezzato nel 1974, quando Sudafrica ed India si qualificarono per la finale. Ad ogni modo, l'India si rifiutò di disputarla per protestare contro la politica di apartheid del governo sudafricano, consegnando così la vittoria al Sudafrica. Da allora anche altre nazioni hanno vinto il torneo mondiale; tra queste c'è la Spagna che ha ottenuto (6) successi e poi c'è l'Italia con (3) titoli conquistati, rispettivamente, nel 1976 e in due edizioni consecutive (2023 e 2024).
Nel 2000, in occasione del 100º anniversario della fondazione del torneo, gareggiarono per la Coppa Davis 129 nazioni. Al contrario di quanto accadeva in precedenza, dal 2016 la Coppa Davis non garantisce punti per il ranking ATP.
Dall'edizione 2019, il format della competizione è cambiato. La modifica più importante riguarda il gruppo mondiale, disputato nell'arco di una settimana, con diciotto squadre divise in sei gruppi da tre squadre ciascuno. I match tra queste squadre prevedono due partite di singolare e una di doppio. Accedono ai quarti di finale le nazioni vincitrici del proprio girone, più le due migliori seconde.
Nel 2025 viene abolito il gruppo mondiale, sostituito da una ulteriore fase di qualificazione che porta direttamente alla final 8, dove paese ospitante è qualificato di diritto.

## Descrizione

### 1900–2018

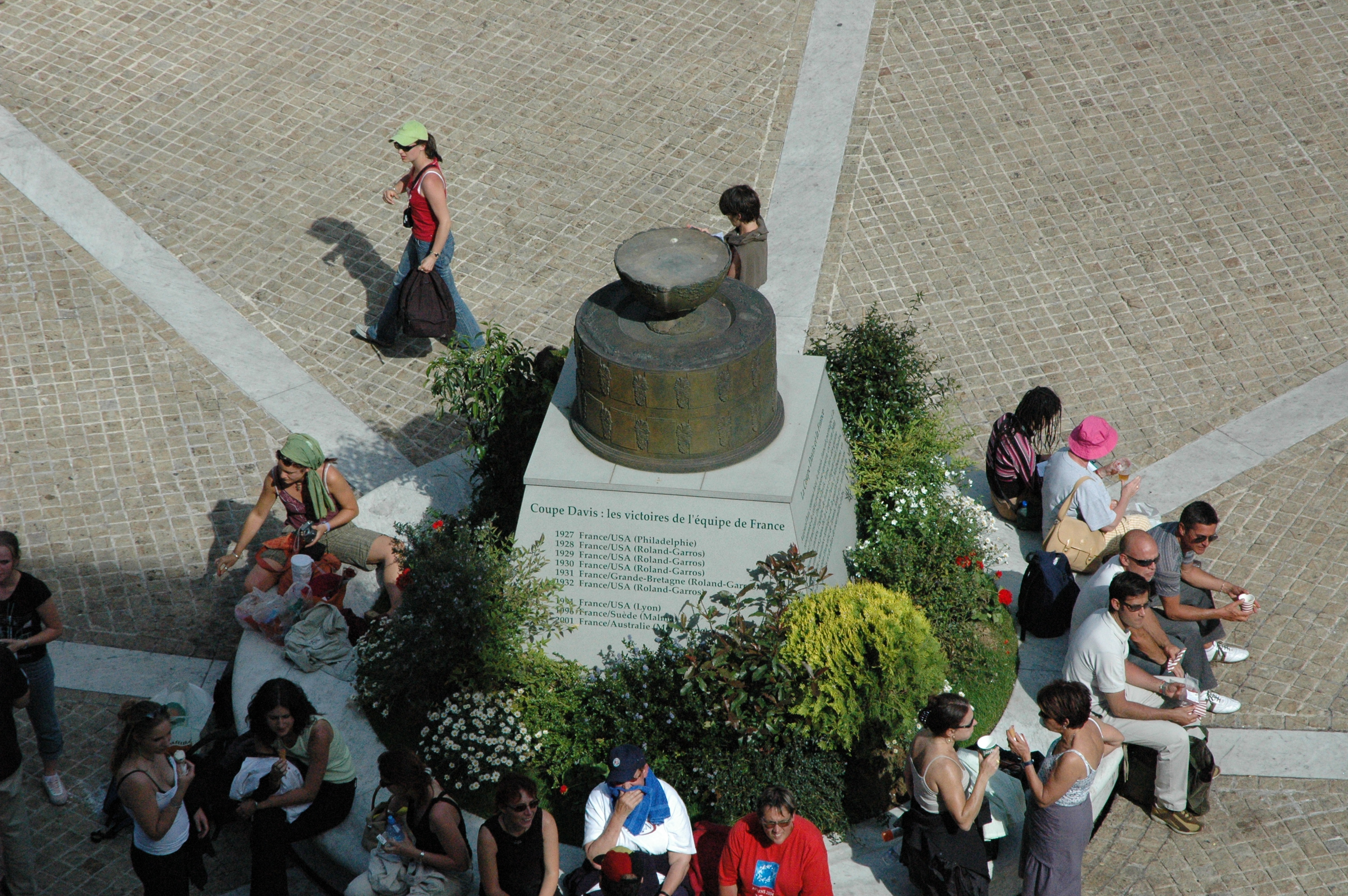
Un monumento alla Coppa Davis allo Stade Roland Garros di Parigi

Ogni nazione aspirava a competere nel primo gruppo di 16 nazioni (il Gruppo Mondiale o World Group), che prevedeva quattro turni di gare distribuiti in quattro week-end nell'arco dell'anno. Ogni sfida tra due nazioni del Gruppo Mondiale consisteva di 5 incontri disputati nell'arco di tre giorni, solitamente venerdì, sabato e domenica. Al venerdì si disputavano due singolari, il sabato un doppio, la domenica altri due singolari, di regola tra gli stessi singolaristi del venerdì, ma "incrociati". Vinceva la sfida chi si aggiudicava almeno tre dei cinque incontri previsti.
Il capitano di ogni nazionale poteva convocare una squadra di almeno tre e massimo cinque giocatori per ogni sfida e il giorno prima dell'inizio dell'incontro, quindi il giovedì, decideva chi tra i convocati avrebbe giocato i singolari e chi il doppio. Una volta designati i giocatori, gli accoppiamenti per gli incontri si effettuavano nel modo seguente: i singolaristi venivano "ordinati" secondo la loro classifica e, chiamando A e B le due squadre, il primo giorno, il venerdì, il giocatore meglio classificato della squadra A incontrava il secondo classificato della squadra B, poi il secondo classificato della squadra A incontrava il primo classificato della squadra B; il terzo giorno, la domenica, i giocatori si "incrociano", per cui il giocatore meglio classificato della squadra A incontrava il giocatore meglio classificato della squadra B e quindi, nell'incontro conclusivo, si incontravano i giocatori secondi classificati delle due squadre. I capitani avevano tuttavia la possibilità, negli incontri del terzo giorno, di sostituire un singolarista precedentemente designato con un altro dei giocatori convocati.  Non esistevano limitazioni su quali membri della squadra potessero disputare il doppio: questo poteva essere giocato dagli stessi giocatori che disputavano i singolari, oppure dai due giocatori convocati che non giocavano i singolari, oppure ancora da un giocatore che disputava i singolari e da un altro giocatore convocato che disputava solo il doppio.
Tutti i singoli incontri erano al meglio dei 5 set, dal 2016 con tie-break anche nel set decisivo. Se una squadra si era già assicurata la vittoria, avendo già vinto tre incontri, gli incontri restanti venivano abbreviati al meglio dei 3 set, previo accordo tra i due team. Era anche frequente che questi incontri giocati a risultato acquisito venissero disputati dalle riserve (più giovani e meno quotate), che acquisivano così esperienza in Coppa Davis. Il quinto incontro, se non più decisivo per il risultato finale, poteva non essere disputato affatto (da regolamento, se il precedente singolare si era concluso in almeno 4 set; nella finale, se in almeno 3 set).

### 2019–attuale
Dal 2019 la Coppa Davis ha cambiato formula: a marzo si disputano gli incontri di qualificazione; a novembre si giocano le "finali", dove le squadre ammesse di diritto e quelle qualificate si scontrano divise in gironi, a cui segue un tabellone che parte dai quarti di finale. Le partite si disputano al meglio dei tre set e gli incontri al meglio delle tre partite (prima due match singolari, in caso di parità lo spareggio è un doppio).

### Struttura
| Livello | Raggruppamenti (Groups)              | Raggruppamenti (Groups)                  | Raggruppamenti (Groups)                  | Raggruppamenti (Groups)                 |
| ------- | ------------------------------------ | ---------------------------------------- | ---------------------------------------- | --------------------------------------- |
| 1       | World Group 18 nazionali             | World Group 18 nazionali                 | World Group 18 nazionali                 | World Group 18 nazionali                |
| 2       | Group I zona Americana 6 nazionali   | Group I zona Europa/Africa 11 nazionali  | Group I zona Europa/Africa 11 nazionali  | Group I zona Asia/Oceania 7 nazionali   |
| 3       | Group II zona Americana 8 nazionali  | Group II zona Europa/Africa 16 nazionali | Group II zona Europa/Africa 16 nazionali | Group II zona Asia/Oceania 8 nazionali  |
| 4       | Group III zona Americana 9 nazionali | Group III zona Europa 15 nazionali       | Group III zona Africa 10 nazionali       | Group III zona Asia/Oceania 9 nazionali |
| 5       |                                      |                                          |                                          | Group IV zona Asia/Oceania 11 nazionali |

Nota: il numero totale di nazioni nel Gruppo Uno è 24. Tuttavia, la distribuzione tra le tre zone può variare ogni anno, in base al numero di nazioni promosse o retrocesse tra il Gruppo Uno e il Gruppo Mondiale. Il numero di nazioni nel World Group e nel Group One insieme è di 22 dalla zona Euro/Africa, 9 dalla zona Americhe e 9 dalla zona Asia/Oceania.

### Superfici e condizioni di gioco
Le superfici dei campi che possono essere usate nella competizione sono il manto erboso, un naturale o artificiale fondo sabbioso (terra rossa), cemento o una superficie sintetica, ma in nessun caso un incontro può essere giocato su un'altra superficie, eccetto nel caso che le squadre siano d'accordo nel giocare su un'altra superficie. La squadra che gioca in casa ha facoltà di decidere su quale superficie giocare.
Se la squadra ospitante sotto le normali condizioni, come determinato dall'arbitro, è impossibilitata a fornire un campo da gioco all'orario stabilito, la squadra che gioca in casa perde automaticamente l'incontro e la squadra in trasferta viene decretata vincente. Per condizioni normali ci si riferisce ad una situazione in cui, per esempio, il tempo e le condizioni climatiche sono buone e soddisfacenti per giocare, ma il campo di gioco, per negligenza della nazione ospitante e/o per la fattura del campo, non può essere utilizzato per la partita. La pioggia o qualsiasi altro ostacolo inevitabile non costituiscono una ragione per cui l'arbitro possa chiamare fuori la squadra di casa assegnando la vittoria all'altra squadra.
L'arbitro può rimandare l'ora di inizio della partita solo se secondo lui il campo di gioco può raggiungere uno stato soddisfacente e giocabile. L'orario di inizio, comunque, non può essere rimandato per più di tre ore.
Per tutti gli spareggi riguardanti il World Group e il gruppo 1, la superficie del campo deve essere di un tipo usato nei Grandi Slam o in un minimo di 3 tornei del circuito ATP.
Il gioco può svolgersi con le luci artificiali su campi all'aperto, dopo il tramonto, o su campi coperti con la luce distribuita uniformemente su tutto il campo.
Il comitato della Coppa Davis può in ogni momento intervenire a sua discrezione se le condizioni di gioco o l'organizzazione locale non rispettassero gli ideali della competizione.

### Convocazioni e regole degli incontri (fino al 2018)
Ogni federazione nazionale, almeno dieci giorni prima della data prefissata per l'inizio dello spareggio, deve comunicare al comitato della Coppa Davis e alla federazione sfidante una lista di almeno 3 e massimo 4 giocatori, incluso un capitano giocatore, oppure una lista di almeno 4 e massimo 5 giocatori, incluso un capitano-non giocatore, senza l'obbligo di specificare i singolaristi e i doppisti.
Possono essere sostituiti un massimo di due giocatori fino un'ora prima del sorteggio, mentre la designazione del capitano-non giocatore può essere variata in ogni momento prima dell'inizio dello spareggio.
Per ogni spareggio possono essere convocati giocatori e capitani differenti rispetto ai precedenti spareggi; l'unica limitazione riguarda l'età dei giocatori che non può essere inferiore a 14 anni.
Prima dell'inizio del sorteggio ogni capitano deve comunicare all'arbitro i due giocatori singolaristi in base al proprio ranking ATP.
I giocatori che non hanno una classifica ATP possono essere classificati dai rispettivi capitani basandosi sulle classifiche nazionali. Dopo il sorteggio non possono essere effettuati cambiamenti per quanto riguarda l'ordine degli incontri di singolare, a meno che l'arbitro non accerti che il giocatore sia impossibilitato a giocare per problemi fisici o per motivi disciplinari.
In questo caso il giocatore può essere sostituito da un altro giocatore convocato per la squadra.
Un capitano può cambiare le convocazioni per il quarto e il quinto incontro alle seguenti condizioni:
- la comunicazione del cambio del giocatore del terzo singolare all'arbitro deve essere effettuata almeno un'ora prima dell'inizio dell'incontro.
- la comunicazione della variazione del giocatore del quarto singolare deve essere effettuata non più tardi di dieci minuti dopo la fine del terzo singolare.

Nel caso in cui l'arbitro stabilisca che il giocatore non possa giocare il terzo singolare, il cambio del giocatore può avvenire anche a meno di un'ora dell'inizio della partita.
Ogni sostituzione prima del terzo e quarto singolare, deve avvenire scegliendo tra i giocatori convocati in squadra che però non abbiano giocato il primo o il secondo singolare. Prima dell'inizio del sorteggio il capitano deve comunicare all'arbitro anche i giocatori che scenderanno in campo per il doppio. Il capitano può comunque variare la composizione del doppio comunicando la variazione all'arbitro almeno un'ora prima dell'inizio dell'incontro. Le partite si giocano con le normali regole del tie-break, anche nel quinto set.
Nel caso in cui nel terzo giorno non si dovesse completare un incontro a causa di ritardi dovuti a condizioni meteorologiche o a ostacoli inevitabili ed il risultato abbia già decretato la squadra vincente, le squadre non sono costrette a terminare lo spareggio a meno che l'arbitro decida diversamente. Nel caso in cui il risultato non sia ancora definito, le squadre sono tenute a terminare l'incontro anche nei giorni successivi. Se un qualsiasi giocatore è impegnato e quindi impossibilitato a giocare per ulteriori due giorni, l'incontro viene dichiarato "rimandato" dal giudice arbitro.
In questo caso il comitato di Coppa Davis, decreterà una nuova data per concludere lo spareggio. In caso di fallimento nella conclusione di uno spareggio per la data, lo spareggio viene decretato nullo e dovrà essere rigiocato da capo.

### Arbitri
Almeno 21 giorni prima dello spareggio, il comitato di Coppa Davis deve stabilire i seguenti giudici:
- 1 giudice arbitro e altri due giudici di sedia (arbitri) per ogni spareggio del World Group
- 1 giudice arbitro e un giudice di sedia (arbitro) per ogni spareggio del gruppo 1
- 1 giudice arbitro per ogni spareggio del gruppo 2
- 1 giudice arbitro e un giudice di sedia (arbitro) per ogni spareggio del gruppo 3 e 4.

I giudici arbitri e gli arbitri devono essere scelti dalla lista ufficiale dell'ITF.

#### Autorità dell'arbitro
L'arbitro rappresenta l'ITF ed è il responsabile nel garantire l'uniforme amministrazione e interpretazione del regolamento della Coppa Davis, delle regole del tennis e del codice di condotta.
L'arbitro ha il potere di dare un avvertimento formale al capitano e dopo due avvertimenti può rimuoverlo dall'incontro in corso e/o dai successivi incontri dello spareggio. In questo caso può essere rimpiazzato da un altro membro della squadra.
L'arbitro può anche rimuovere il capitano senza un avvertimento formale ma per un singolo incidente di cattiva condotta.
Oltre ad essere rimosso, il capitano è soggetto all'applicazione delle sanzioni e penalità previste dal codice di condotta della Coppa Davis. L'arbitro può anche consigliare al comitato di Coppa Davis, di squalificare il capitano o un giocatore nei successivi spareggi che si giocheranno in quell'anno di comparizione o negli anni successivi.
L'arbitro può chiamare fuori la Nazione che giocava in casa e assegnare la vittoria alla Nazione in trasferta, se la Nazione in casa non riesce a fornire un campo come previsto dal regolamento. La decisione del giudice arbitro è definitiva ed irrevocabile.

## Albo d'oro

### Titoli per paese
| Paese       | Vittorie | Ultima vittoria | Finali perse | Ultima finale persa |
| ----------- | -------- | --------------- | ------------ | ------------------- |
| Stati Uniti | 32       | 2007            | 29           | 2004                |
| Australia   | 28       | 2003            | 21           | 2023                |
| Francia     | 10       | 2017            | 9            | 2018                |
| Regno Unito | 10       | 2015            | 8            | 1978                |
| Svezia      | 7        | 1998            | 5            | 1996                |
| Spagna      | 6        | 2019            | 4            | 2012                |
| Italia      | 3        | 2024            | 6            | 1998                |
| Russia      | 3        | 2021            | 3            | 2007                |
| Germania    | 3        | 1993            | 2            | 1985                |
| Rep. Ceca   | 3        | 2013            | 2            | 2009                |
| Croazia     | 2        | 2018            | 2            | 2021                |
| Argentina   | 1        | 2016            | 4            | 2011                |
| Serbia      | 1        | 2010            | 1            | 2013                |
| Svizzera    | 1        | 2014            | 1            | 1992                |
| Canada      | 1        | 2022            | 1            | 2019                |
| Sudafrica   | 1        | 1974            | 0            | –                   |

Solo 5 nazioni hanno vinto la Coppa Davis e l'equivalente femminile, l'attuale Billie Jean King Cup, nello stesso anno solare:
| Paese       | Vittorie | Anni                                           |
| ----------- | -------- | ---------------------------------------------- |
| Stati Uniti | 7        | 1963 - 1969 - 1978 - 1979 - 1981 - 1982 - 1990 |
| Australia   | 3        | 1964 - 1965 - 1973                             |
| Rep. Ceca   | 1        | 2012                                           |
| Russia      | 1        | 2021                                           |
| Italia      | 1        | 2024                                           |

## Statistiche

### Ranking
Aggiornato al 3 febbraio 2025
| Pos. | Nazione     | Punti  | Var.    |
| ---- | ----------- | ------ | ------- |
| 1    | Italia      | 573,25 | Stabile |
| 2    | Australia   | 470,75 | Stabile |
| 3    | Paesi Bassi | 432,00 | 1       |
| 4    | Germania    | 421,00 | 1       |
| 5    | Stati Uniti | 419,50 | 1       |
| 6    | Canada      | 408,25 | 3       |
| 7    | Spagna      | 386,75 | 3       |
| 8    | Francia     | 381,50 | 1       |
| 9    | Rep. Ceca   | 376,00 | 2       |
| 10   | Argentina   | 374,00 | 5       |
| 11   | Belgio      | 368,50 | 3       |
| 12   | Croazia     | 360,75 | 4       |
| 13   | Ungheria    | 355,50 | 9       |
| 14   | Finlandia   | 354,50 | 1       |
| 15   | Serbia      | 354,25 | 8       |
| 16   | Regno Unito | 349,50 | 4       |
| 17   | Cile        | 340,75 | 1       |
| 18   | Danimarca   | 339,75 | 7       |
| 19   | Brasile     | 337,25 | 2       |
| 20   | Austria     | 334,25 | 4       |

### Statistiche giocatori
Di seguito la classifica dei 100 tennisti con più vittorie in Coppa Davis. In caso di parità si tiene conto del maggior numero di incontri disputati; in caso di ulteriore parità viene dato più valore agli incontri in singolare; come quarto e ultimo criterio viene considerata la data d'esordio. In grassetto quelli tuttora in attività. Aggiornato al 25 novembre 2023.
| #   | Tennista                   | Nazione | Singolare | Doppio | Totale |
| --- | -------------------------- | ------- | --------- | ------ | ------ |
| 1   | Nicola Pietrangeli         | ITA     | 78-32     | 42-12  | 120-44 |
| 2   | Ilie Năstase               | ROU     | 74-22     | 35-15  | 109-37 |
| 3   | Omar Awadhy                | UAE     | 62-28     | 35-19  | 97-47  |
| 4   | Manuel Santana             | ESP     | 69-17     | 23-11  | 92-28  |
| 5   | Leander Paes               | IND     | 48-22     | 42-13  | 90-35  |
| 6   | Gottfried von Cramm        | GER     | 58-10     | 24-9   | 82-19  |
| 7   | Aleksandre Met'reveli      | SUN     | 56-14     | 24-11  | 80-25  |
| 8   | Esam Abdulaal              | BRN     | 52-14     | 27-17  | 79-31  |
| 9   | Mohammad Ghareeb           | KUW     | 56-14     | 22-20  | 78-34  |
| 10  | Harshana Godamanna         | SRI     | 49-17     | 29-11  | 78-28  |
| 11  | Mohammed Al Nabhani        | OMA     | 40-31     | 37-22  | 77-53  |
| 12  | Balázs Taróczy             | HUN     | 50-12     | 26-7   | 76-19  |
| 13  | Thomaz Koch                | BRA     | 46-32     | 28-12  | 74-44  |
| 14  | Jacques Brichant           | BEL     | 52-27     | 19-22  | 71-49  |
| 15  | Ion Țiriac                 | ROU     | 40-28     | 30-11  | 70-39  |
| 16  | Aisam-ul-Haq Qureshi       | PAK     | 41-22     | 29-11  | 70-33  |
| 17  | Ramanathan Krishnan        | IND     | 50-19     | 19-9   | 69-28  |
| 18  | José Edison Mandarino      | BRA     | 41-31     | 27-11  | 68-42  |
| 19  | Bader Mohammed Almuqail    | KAS     | 36-18     | 31-30  | 67-48  |
| 20  | Marcos Baghdatis           | CYP     | 47-4      | 20-11  | 67-15  |
| 21  | Wilhelm Bungert            | GER     | 52-27     | 14-9   | 66-36  |
| 22  | Philippe Washer            | BEL     | 46-18     | 20-18  | 66-36  |
| 23  | Ulf Schmidt                | SWE     | 44-25     | 22-11  | 66-36  |
| 24  | Aleksey Kedryuk            | KAZ     | 43-17     | 23-17  | 66-34  |
| 25  | Domenico Vicini            | SMR     | 47-29     | 18-49  | 65-78  |
| 26  | Víctor Estrella Burgos     | DOM     | 43-17     | 22-23  | 65-40  |
| 27  | Adriano Panatta            | ITA     | 37-26     | 27-10  | 64-36  |
| 28  | Arnar Sigurdsson           | ISL     | 39-12     | 25-19  | 64-31  |
| 29  | Jan Erik Lundquist         | SWE     | 47-16     | 17-11  | 64-27  |
| 30  | Khalid Al Nabhani          | OMA     | 28-38     | 35-25  | 63-63  |
| 31  | Frederik Nielsen           | DEN     | 37-25     | 26-15  | 63-40  |
| 32  | Jarkko Nieminen            | FIN     | 48-11     | 15-16  | 63-27  |
| 33  | Aqeel Khan                 | PAK     | 35-41     | 27-18  | 62-59  |
| 34  | Jaidip Mukerjea            | IND     | 39-23     | 23-12  | 62-35  |
| 35  | Lennart Bergelin           | SWE     | 43-17     | 19-9   | 62-26  |
| 36  | Sven Davidson              | SWE     | 39-14     | 23-9   | 62-23  |
| 37  | Maks Mirny                 | BLR     | 24-18     | 37-17  | 61-35  |
| 38  | Nicolás Lapentti           | ECU     | 41-16     | 20-18  | 61-34  |
| 39  | Jan Kodeš                  | CZE     | 39-19     | 21-15  | 60-34  |
| 40  | Manuel Orantes             | ESP     | 39-19     | 21-8   | 60-27  |
| 41  | Lleyton Hewitt             | AUS     | 42-14     | 17-7   | 59-21  |
| 42  | John McEnroe               | USA     | 41-8      | 18-2   | 59-10  |
| 43  | Premjit Lall               | IND     | 34-20     | 24-12  | 58-32  |
| 44  | Orlando Sirola             | ITA     | 22-25     | 35-8   | 57-33  |
| 45  | Guillermo Vilas            | ARG     | 45-10     | 12-14  | 57-24  |
| 46  | Sree-Amol Roy              | BAN     | 37-19     | 19-18  | 56-37  |
| 47  | Rolandas Muraška           | LTU     | 37-12     | 19-20  | 56-32  |
| 48  | Byron Black                | ZIM     | 39-20     | 17-8   | 56-28  |
| 49  | Gilles Müller              | LUX     | 35-11     | 21-6   | 56-17  |
| 50  | Uberto de Morpurgo         | ITA     | 39-14     | 16-10  | 55-24  |
| 51  | Boris Becker               | GER     | 38-3      | 16-9   | 54-12  |
| 52  | Kurt Nielsen               | DEN     | 42-23     | 11-20  | 53-43  |
| 53  | Claude N'Goran             | CIV     | 37-20     | 16-21  | 53-41  |
| 54  | Rafael Arévalo             | SLV     | 31-17     | 22-18  | 53-35  |
| 55  | Oleg Ogorodov              | UZB     | 36-14     | 17-10  | 53-24  |
| 56  | Roderich Menzel            | CZE     | 40-12     | 13-10  | 53-22  |
| 57  | Ramón Delgado              | PAR     | 39-9      | 14-12  | 53-21  |
| 58  | Denis Istomin              | UZB     | 35-18     | 17-16  | 52-34  |
| 59  | Malek Jaziri               | TUN     | 37-17     | 15-15  | 52-32  |
| 60  | Roger Federer              | SUI     | 40-8      | 12-10  | 52-18  |
| 61  | Sultan Khalfan Al Alawi    | QAT     | 29-28     | 22-23  | 51-51  |
| 62  | Fahad Al Saad              | KAS     | 37-15     | 14-17  | 51-32  |
| 63  | Matthew Asciak             | MLT     | 31-10     | 20-18  | 51-28  |
| 64  | Andrés Gómez               | ECU     | 31-12     | 20-15  | 51-27  |
| 65  | Hyung-Taik Lee             | KOR     | 41-9      | 10-15  | 51-24  |
| 66  | Christian Kuhnke           | GER     | 35-15     | 16-8   | 51-23  |
| 67  | Torsten Johansson          | SWE     | 33-13     | 18-8   | 51-21  |
| 68  | Tomáš Berdych              | CZE     | 29-15     | 21-2   | 50-17  |
| 69  | Jakob Hlasek               | SUI     | 34-20     | 15-10  | 49-30  |
| 70  | Novak Đoković              | SRB     | 44-8      | 5-10   | 49-18  |
| 71  | Henner Henkel              | GER     | 33-13     | 16-4   | 49-17  |
| 72  | Serhij Stachovs'kyj        | UKR     | 32-19     | 16-12  | 48-31  |
| 73  | Daniel Nestor              | CAN     | 15-15     | 33-13  | 48-28  |
| 74  | Goran Ivanišević           | CRO     | 28-9      | 20-6   | 48-15  |
| 75  | Haydn Lewis                | BAR     | 26-20     | 21-19  | 47-39  |
| 76  | Predrag Rusevski           | MKD     | 23-19     | 24-12  | 47-31  |
| 77  | Wayne Black                | ZIM     | 28-21     | 19-9   | 47-30  |
| 78  | Benjamin Balleret          | MON     | 32-22     | 15-7   | 47-29  |
| 79  | Stefan Edberg              | SWE     | 35-15     | 12-8   | 47-23  |
| 80  | Pierre Darmon              | FRA     | 44-17     | 3-4    | 47-21  |
| 81  | Torben Ulrich              | DEN     | 31-35     | 15-21  | 46-56  |
| 82  | Mansur Yakhyaev            | TJK     | 26-10     | 20-16  | 46-26  |
| 83  | Sergei Makashin            | TJK     | 25-28     | 20-22  | 45-50  |
| 84  | Vijay Amritraj             | IND     | 27-18     | 18-10  | 45-28  |
| 85  | Juan Gisbert               | ESP     | 27-20     | 18-4   | 45-24  |
| 86  | Thomas Muster              | AUT     | 36-8      | 9-10   | 45-18  |
| 87  | Björn Borg                 | SWE     | 37-3      | 8-8    | 45-11  |
| 88  | Fred Perry                 | GBR     | 34-4      | 11-3   | 45-7   |
| 89  | Evgenij Kafel'nikov        | RUS     | 31-16     | 13-12  | 44-28  |
| 90  | Danai Udomchoke            | THA     | 42-19     | 2-3    | 44-22  |
| 91  | Giorgio De Stefani         | ITA     | 41-21     | 3-1    | 44-22  |
| 92  | Shlomo Glickstein          | ISR     | 31-13     | 13-9   | 44-22  |
| 93  | Demetrios Leontis          | CYP     | 25-6      | 19-15  | 44-21  |
| 94  | Konstantinos Economidis    | GRE     | 26-10     | 18-10  | 44-20  |
| 95  | Yahiya Doumbia             | SEN     | 30-8      | 14-11  | 44-19  |
| 96  | Henri Cochet               | FRA     | 34-8      | 10-6   | 44-14  |
| 97  | Abdelhak Hameurlaine       | ALG     | 35-20     | 8-18   | 43-38  |
| 98  | Jean-Baptiste Poux-Gautier | AND     | 26-21     | 17-14  | 43-35  |
| 99  | Nenad Zimonjić             | SRB     | 13-12     | 30-19  | 43-31  |
| 100 | Vladimir Volčkov           | BLR     | 24-21     | 19-8   | 43-29  |

### Record

#### Giocatori
- Maggior numero di tornei vinti: Roy Emerson  – 8 (1959, 1960, 1961, 1962, 1964, 1965, 1966, 1967)
- Giocatore più giovane a scendere in campo: Kenny Banzer  – 14 anni e 5 giorni
- Giocatore più vecchio a scendere in campo: Vittorio Pellandra  – 66 anni e 124 giorni
- Maggior numero di partite giocate: Nicola Pietrangeli  – 164
- Maggior numero di spareggi giocati: Domenico Vicini  – 70
- Capitano più giovane: Maurice McLoughlin  – 19 anni e 9 giorni
- Capitano vincitore più giovane: Dwight F. Davis  – 21 anni e 82 giorni
- Capitano più vecchio: Perry Jones  – 71 anni e 107 giorni

#### Incontri
- Partite più lunghe in termini di tempo di gioco:
  - Singolare:
    - Leonardo Mayer  b. João Souza  7-6, 7-6, 5-7, 5-7, 15-13 in 6 ore e 42 minuti (2015 – Primo turno del World Group a Buenos Aires).
È L'incontro di singolare più lungo in Davis. Battuto il record che durava da 33 anni del match McEnroe-Wilander del 1982 di 6 ore e 22 minuti.
    - John McEnroe  b. Mats Wilander  9-7, 6-2, 15-17, 3-6, 8-6 in 6 ore e 22 minuti (1982 – Quarti di finale del World Group a St. Louis).
    - Boris Becker  b. John McEnroe  4-6, 15-13, 8-10, 6-2, 6-2 in 6 ore e 21 minuti (1987 – Spareggio di permanenza nel World Group a Hartford).
    - Omar Camporese  b. Luiz Mattar  6-3, 5-7, 6-4, 6-7, 6-4 in 6 ore e 5 minuti (1992 – Quarti di finale World Group a Maceió).
    - Horst Skoff  b. Mats Wilander  6-7, 7-6, 1-6, 6-4, 9-7 in 6 ore e 4 minuti (1989 – Quarti di finale del World Group a Vienna).
    - Radek Štěpánek  b. Ivo Karlović  6-7, 7-6, 7-6, 6-7, 16-14 in 5 ore e 59 minuti (2009 – Semifinale World Group a Parenzo).

  - Doppio:
    - Tomáš Berdych/Lukáš Rosol  b. Stan Wawrinka/Marco Chiudinelli  6-4, 5-7, 6-4, 6-7, 24-22 in 7 ore e 2 minuti (2013 – Ottavi di finale del World Group a Ginevra).
È la partita più lunga fra singolare e doppio della storia della Coppa Davis.[14]
- Set più lungo:
  - Singolare: Dale Power  vs. Alvaro Betancur  24-22 (1976 – Primo turno preliminare della Zona americana a Montréal)[15]
  - Doppio: Stan Smith/Erik Van Dillen  vs. Pablo Cornejo/Jaime Fillol  39-37 (1973 – Finale della Zona americana a North Little Rock)
- Numero più alto di game giocati in uno spareggio:  India vs  Australia – 327 (1974 – Finale della Zona dell'Est a Calcutta)
- Più alto numero di ace serviti in uno spareggio: Gustavo Kuerten  (contro Daniel Nestor ) – 47 (2003 – Turno di qualificazione al World Group a Calgary)
- Servizio più veloce: Ivo Karlović  (in doppio con Ivan Dodig contro Christopher Kas/Philipp Petzschner ) – 251,0 km/h (2011 – Primo turno del World Group a Zagabria)

### Nazioni partecipanti
Sono 44 le nazioni che, a partire dal 1981, hanno preso parte alla fase finale della Coppa Davis. Fino al 2018, si tiene conto delle partecipazioni al Gruppo Mondiale.
| Part. | Nazione       | Ultima partecipazione |
| ----- | ------------- | --------------------- |
| 42    | Stati Uniti   | 2024                  |
| 41    | Francia       | 2024                  |
| 39    | Germania      | 2024                  |
| 39    | Rep. Ceca     | 2024                  |
| 37    | Spagna        | 2024                  |
| 36    | Australia     | 2024                  |
| 34    | Svezia        | 2023                  |
| 32    | Italia        | 2024                  |
| 28    | Argentina     | 2024                  |
| 28    | Russia        | 2021                  |
| 28    | Svizzera      | 2023                  |
| 24    | Serbia        | 2023                  |
| 23    | Belgio        | 2024                  |
| 23    | Paesi Bassi   | 2024                  |
| 22    | Gran Bretagna | 2024                  |
| 20    | Croazia       | 2023                  |
| 18    | Austria       | 2021                  |
| 15    | Canada        | 2024                  |
| 14    | Brasile       | 2024                  |
| 14    | Romania       | 2011                  |
| 13    | India         | 2011                  |
| 12    | Cile          | 2024                  |
| 10    | Israele       | 2013                  |
| 10    | Kazakistan    | 2022                  |
| 10    | Messico       | 1997                  |
| 9     | Danimarca     | 1996                  |
| 9     | Giappone      | 2019                  |
| 8     | Nuova Zelanda | 1991                  |
| 8     | Slovacchia    | 2024                  |
| 7     | Paraguay      | 1989                  |
| 6     | Ecuador       | 2021                  |
| 5     | Corea del Sud | 2023                  |
| 4     | Bielorussia   | 2007                  |
| 4     | Sudafrica     | 1998                  |
| 4     | Ungheria      | 2021                  |
| 3     | Marocco       | 2004                  |
| 3     | Zimbabwe      | 2000                  |
| 2     | Colombia      | 2021                  |
| 2     | Finlandia     | 2024                  |
| 2     | Indonesia     | 1989                  |
| 1     | Cuba          | 1993                  |
| 1     | Irlanda       | 1983                  |
| 1     | Perù          | 2008                  |
| 1     | Polonia       | 2016                  |

1. ↑  Fino al 1989 come Germania Ovest.
2. ↑  Fino al 1992 come Cecoslovacchia.
3. ↑  Fino al 1992 come Unione Sovietica, nel 1993 come CSI, nel 2021 come RTF.
4. ↑  Fino al 2003 come Jugoslavia, dal 2004 al 2006 come Serbia e Montenegro.